# Peter Kranz
Peter Kranz, född 6 augusti 1950 och uppväxt i Solna stad, är en svensk fotograf, författare och bildkonstnär och har publicerat ett antal naturböcker och resereportage. Han började sin karriär som fotograf i slutet av 1960-talet. Peter har även ställt ut sina bilder på konstakademien.